# 여호와의 증인 중앙장로회
여호와의 증인 중앙장로회, 또는 통치체(영어: Governing Body of Jehovah's Witnesses)는 미국 뉴욕주 워릭에 위치한 여호와의 증인을 다스리는 모임이다. 이 모임은 평생직의 장로들로 구성된 여호와 증인 본부로 중앙집권 조직인 여호와의 증인 핵심 의사결정자들이다. 신조를 구체화하고, 출판용 문서의 작성 과정과 집회를 감독하며, 전 세계 증인들의 활동을 조정한다. 통치체의 구성원을 언급하는 공식 출판물들은 이들을 종교 지도자가 아닌 그리스도의 제자로 언급한다.
구성원의 숫자는 7명(2014년~) 부터 11명(1974~1980) 까지 다양하다. 통치체의 새 구성원은 기존 구성원에 의해 선택된다.
그동안 한국에서 여호와의 증인은 이 모임의 이름으로 지속적으로 '통치체'라는 번역표기를 사용했으나, 2015년 중반부터는 중국어 회중의 사례를 고려해 이 모임의 한국어 이름을 '중앙장로회'로 바꾸었다. 이 문서에서는 2015년 이전까지 사용된 문헌에는 '통치체'라는 표기를 사용하고, 2015년 이후에도 효력을 발휘하고 있는 상황에 관련해서는 '중앙장로회'라는 표기를 사용한다.

## 역사
펜실바니아주의 워치타워 성서책자협회는 1884년에 출범할 때부터 회장과 이사회에 의해 운영되어 왔다. 1976년 1월까지, 회장은 신조와 출판물, 그리고 워치타워협회의 활동 전반, 그리고 워치타워에 연결되어 있는 성서연구생과 여호와의 증인들을 관할해 왔다. 협회의 2대 회장인 조셉 프랭클린 러더포드가 이사들의 반대에 부닥치자, 러더포드는 이들을 전부 해임했다.
1943년에 출간된 파수대는 워치타워 성서책자협회를 기름부음받은 여호와의 증인들의 "합법적인 통치체"로 설명했다. 1년 후, 회중 장로의 민주적인 선출에 반대하는 기사에서, 파수대는 이러한 사람들을 선출하는 것이 "여호와 하나님과 그의 그리스도 아래에 있는 가시적인 통치체"의 의무라고 주장했다. 그 후 몇 년 동안, 통치체의 역할과 특별한 정체성은 그 이외에 정의되지 않은 채로 남아 있었다. 1955년 조직 핸드북은 "가시적인 통치체는 이 법인의 이사회와 밀접하게 찾아볼 수 있다"고 명시했다. 1959년의 한 출판물은 1957년 연차 대회와 관련된 행사를 언급하면서 "여호와의 증인들을 영적으로 통치하는 몸(통치체)은 발전 상황들을 지켜보[고 나서] 워치타워 성서·책자협회의 회장이 [행동했다]"고 말했다. 1970년도 <여호와의 증인 연감>는 펜실바니아 워치타워 성경책자협회가 여호와의 증인들의 행동을 계획하고 "영적 양식"을 제공하기 위해 사용되는 기관이라고 기록했으며, 그리고 나서 다음과 같이 선언했다. "따라서 실제 여호와의 증인을 통치하는 몸(통치체)는 워치타워 성경책자협회의 이사회입니다."

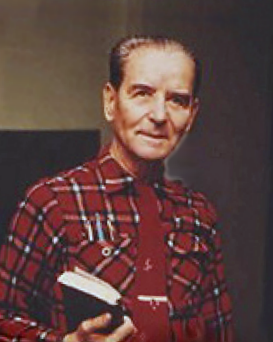
브루클린에 위치한 워치타워협회 본부에 있던 프레데릭 프란츠.

1971년 10월 1일, 당시 워치타워 협회 부회장이었던 프레더릭 프렌즈는 펜실베이니아주 벅킹햄(Buckingham)에서 이뤄진 연차 대회에서 연설하면서, 워치타워 협회라는 법인은 "충실하고 슬기로운 종"의 역할을 맡고 있는 통치체에 의해 사용되는 "대행 단체"나 "임시 도구"라고 밝혔다. 3주 후인 10월 20일에는, 원래 정원이 7명이었던 법인 이사회에 네명의 사람들이 더 들어오면서 분리되고 확장된 통치체로 알려졌다. 그때까지의 이사회는 산발적으로 소집돼 자산이나 새 장비의 구매를 논의 했으며, 워치타워 협회 출판물과관련된 결정을 당시 회장과 부회장인 나탄 크놀과 프레드 프란츠에게 위임했다. 1971년 12월 15일자 연구용 <파수대>는 처음으로 이 종교를 이끌도록 설정된 그룹을 명확하게 "여호와의 증인 통치체"라는 단어로 강조했으며, 연속된 기사들은 통치체의 역할 및 워치타워 협회와의 관계를 설명했다.
〈파수대〉는 새로운 형태의 "신권 정치" 리더십 구조가 실제로는 새롭지 않다는 점을 강조했다. 〈파수대〉는 그 당시에 언급된 적이 없긴 하지만, 시온의 워치타워 협회가 1884년 결성된지 얼마 지나지 않아 "통치체가 모습을 드러냈다"고 선언했다. 이 기사는 워치타워 협회의 초대 회장인 찰스 테이즈 러셀도 통치체 구성원이었다고 명시했다. 1972년도 〈여호와의 증인 연감〉은 1942년 러더포드의 사망 이후 ""… 나타냈다. "one of the first things that the governing body decided upon was the inauguration of the Theocratic Ministry School" '통치체'가 이전 30년동안 and added that the "governing body" had published millions of books and Bibles in the previous thirty years. Former member of the Governing Body, 레이몬드 프렌즈|Raymond Franz, stated that the actions of presidents Russell, Rutherford and Knorr in overriding and failing to consult with directors proved the Bible Students and Jehovah's Witnesses had been under a 군주제|monarchical rule until 1976, leaving no decisions to any "governing body".
 1972년 <파수대>의 독자로부터의 질문 기사에서는 "통치체" 개념이 더욱 더 강화된다. <파수대>는 이 기사에서 통치체라는 단어가 정책을 설정하고 조직의 방향, 지도와 규제를 제공하는 기관이므로 "적절하고, 알맞으며 성경적인"단어라고 말했다. 1976년 워치타워 협회에서 발생한 가장 높은 수준의 조직 변화는 통치체의 권력과 권위를 매우 증가시켰다.  중앙장로회는 별개의 법인 형태를 취한적이 없었으며, 워치타워 협회와 그 이사회를 통해 작동한다.

## 산하 위원회
중앙장로회는 다양한 감독 기능을 수행하는 산하에 있는 여섯 위원회에 의해 작용한다. 각각의 위원회는 '기름부음받은자'라고 선언될 필요가 없는 '보조자'들의 도움을 받는다. 중앙장로회 회집은 비공개로 매주 열린다. 통치체의 결정은 1975년까지는 만장일치로 이뤄졌으나, 그 이후에는 출석자와 상관없이 전체 구성원의 2/3 이상으로 변경됐다.
- 인사 위원회(Personnel Committee)는 베델(Bethel)이라고 불리는 단체의 본부와 전세계 지부에서 섬길 자원자들을 조정(선택)한다. 이 위원회는 새 베델 멤버의 선택과 초청과 함께, 베델 직원들의 개인적이고 영적인 보조를 위한 조정(조치)을 감독한다.
- 출판 위원회(Publishing Committee)는 출판물들의 인쇄, 출판, 선적과 함께 출판 시설을 위한 부동산 취득 같이 출판과 관련된 법률적 사항들을 감독한다. 위원회는 여호와의 증인에 의해 사용되는 공장, 자산과 (출판)기업의 재정 흐름을 감독할 책임이 있다.
- 봉사 위원회(Service Comittee)는 순회 감독자(순감, traveling overseers), 파이오니어들, 회중 출판사들의 활동을 포함해 여호와의 증인의 복음전파 활동을 감독한다. 위원회는 또한 국제 본부와 지부 사무실, 그리고 회중 사이의 소통을 감독하며, 지부의 연간 설교 활동 보고서를 검증한다. 위원회는 또한 길르앗 학교, 독신 형제 성서학교[23], 순회감독자 학교를 이수할 학생을 초청하고, 이 학교 졸업자들의 봉사 지역을 지정할 책임을 진다.[24][25]
- 교습 위원회(Teaching Committee)는 회중 모임, 순회 대회, 지역대회와 국제대회와 함께 장로, 봉사의 종(봉종), 파이오니어와 길르앗 학교 등을 수료한 선교사들을 위한 다양한 학교들을 조정한다. 이 위원회는 교습에 사용될 자료들의 준비와 함께, 새 음성·영상 프로그램들의 개발을 감독한다.
- 집필 위원회(Writing Committee)는 워치타워 성서책자협회에 의해 출판되는 모든 출판물들과, 대회 내 드라마 대본과 집회 내 대화 개요의 저술과 번역을 감독한다. 이 위원회는 또한 성서, 신조, 도덕, 회중 내 특정 문제, 회중의 구성원 임명과 관련된 문제에 대한 질의들에 대응한다.
- 조정자 위원회(Coordinator's Commmittee)는 긴급상황이나 재해, 그리고 조사사항 등을 다룬다. 이 위원회는 다른 중앙장로회 위원회의 조정자, 또는 대표들과 통치체 구성원인 서기 - 즉 중앙장로회의 전 구성원으로 구성되어 있다. 다른 위원회의 효과적인 작동을 보장할 책임을 지고 있다.

## 대표자
맨 처음에, 통치체는 모든 회중 장로에 의해 임명되었다. 하지만 1975년 <파수대>에 따르면, 장로와 봉사의 종 임명이 "영적으로 기름부음받은 장로들로 구성된 통치체와 이 몸을 대표하는 다른 장로들을 통해 직접 이뤄진다"고 바뀌었다. 2001년 <파수대>는 이러한 임명 추천이 지부 사무실을 통해 제출된다고 기록했다. 2014년 9월 기준으로, 순회감독자는 장로와 봉사의 종을 지부 사무실과 상의하지 않고, 기존 회중 장로와의 상의를 통해 임명한다.
중앙장로회는 지부 위원회 구성원과 순회감독자를 직접 임명하기를 지속하고 있으며, 이 임명자들만이 "중앙장로회의 대표자들"로 서술되고 있다.

## '충실하고 슬기로운 종'과의 관계
중앙장로회는 전세계 여호와의 증인들에게 "영적 양식"을 제공하는 존재로 설명된다. 2012년 후반까지, 통치체는 자신들을 하나님의 '충실하고 슬기로운 종 반열'(기름부음받은 자임을 고백하는 약 11,800명의 증인)들의 '대표자'이자 '대변인'으로 묘사했다. '충실하고 슬기로운 종들'은 모두 합쳐 하나님의 "선지자" 이자 "새로운 영적 빛의 통로"로 여겨져 왔다. 하지만 실제로 중앙장로회는 정책이나 신조를 형성하거나 출판물이나 대회 자료를 승인하는데 있어서 다른 기름부음받은 증인들과 상의하지 않는다. 그러면서도 중앙장로회는 자신들의 권위가 1세기에 있던 할례 문제로 예루살렘에 모였던 사도들과 유사하다고 간주한다. 기름부음받았다고 고백하는 증인들의 대다수는 신조의 발전이나 변경에 있어 기여할 권한을 갖고 있지 못하다. 1989년 <연구용 파수대>에 따르면, 기름부음받은 증인들은 하나님께서 당신의 목적을 밝혀주시기를 기다리기보다, "아직 불분명한 것들에 대해 극도로 추측하"는 것을 피하고 겸손하게 남아 있을 것을 요구받고 있다.
2009년 <파수대>는 '새로운 영적 빛'의 전파가 '종 반열'의 '제한된 수'만의 책임이라고 시사하면서, 다음과 같은 문답을 발표했다. "땅에서 기름부음받은 모든 사람들이 새로운 영적 진리를 드러내는데 연관되어 있는 전세계적 네트워크의 일부를 구성하는가? 아니오." 2010년에 협회는 '깊은 진리들'이 종교의 본부에 있는 '충실하고 슬기로운 종 반열'의 '책임있는 대표자'들에 의해 판별되어 왔다면서, 그 후 신조와 관련된 결정을 만들기 이전에 전체 통치체에 의해 고찰된다고 밝혔다. 2011년 8월에는, 통치체가 자신이 기름부음받았다는 선언에 대해 의심을 드러내면서, "기존의 종교적 믿음이나 정신적, 또는 감정적 불균형 등의 다양한 요소들이 몇몇 사람들이 하늘로부터의 부름을 받았다고 가정하도록 할 수 있다"고 기록했다. 통치체는 또한 "현재 우리는 지상에서 기름부음받은자의 정확한 수를 알 방법이 없으며, 그렇게 해야 할 필요도 느끼지 못한다"면서, "기름부음받은 자들이 전세계적인 네트워크를 가지고 있지도 않다"고 밝혔다. 2012년 워치타워협회 연례 총회에서, "충실하고 슬기로운 종"은 통치체만을 가리키는 것으로 재규정돼, 중앙장로회와 동일한 개념이 되었다.

## 구성원

### 현재 구성원
현재 중앙장로회의 구성원들은 다음과 같다(괄호는 임명연도).
- 새뮤얼 허드(Samuel Herd, 1999)[48]
- 제프리 잭슨(Geoffrey Jackson 2005)[49]
- M. 스티븐 레트(M. Stephen Lett, 1999)[48]
- 게리트 뢰쉬(Gerrit Lösch, 1994)[50][51]
- 앤서니 모리스 3세(Anthony Morris III, 2005)[49]
- 마크 샌더슨(Mark Sanderson, 2012)[52][53]
- 데이비드 H. 스플레인 (David H. Splane, 1999)[48]
- 케네스 쿡 (Kenneth Cook Jr., 2018)[47]

### 전 구성원
1971년 전까지, 다양한 워치타워 성서책자협회 이사들이 비공식적으로 "통치체"의 구성원으로 확인됐다. 1971년부터 영어로 된 여호와의 증인 출판물들은 통치체라는 표현을 고유명사로서 대문자(Governing Body)로 쓰기 시작했다. 1971년 출판된 <파수대>는 "현재의 통치체는 여호와의 기름부음받은 증인들로 구성되어 있다"고 알렸다. 이 최초의 통치체 구성원들은 아래 목록에서 강조했다. 활동 기간은 괄호로 표기했다. 원칙적으로 모든 구성원들은 특정한 일이 없는 한 죽을 때까지 봉사한다.
- 토머스 설리반(Thomas J. Sullivan, 1932-1974)[9][56][57]
- 그랜트 수터(Grant Suiter, 1938-1983)[58][59]
- Nathan Homer Knorr (1940-1977)—4th President of Watch Tower Society[60][61]
- 프레더릭 윌리엄 프랜즈(Frederick William Franz, 1944-1992)—워치타워 협회 5대 회장[62][63]
- Lyman Alexander Swingle (1945-2001)[64]
- 밀턴 조지 헨첼(Milton George Henschel, 1947-2003)—워치타워 협회 6대 회장[9]
- 존 그로(John O. Groh, 1965-1975)[9]
- 레이몬드 프렌즈(Raymond Franz, 1971-1980)[65][9][66][1][67]
- George D. Gangas (1971-1994)[68]
- Leo K. Greenlees (1971-1984)[69][1] – Resigned
- William K. Jackson (1971-1981)[9]
- William Lloyd Barry (1974-1999)[70][71]
- John C. Booth (1974-1996)[72]
- Ewart C. Chitty (1974-1979)[73][74] – Resigned
- Charles J. Fekel (1974-1977)[75]
- Theodore Jaracz (1974-2010)[76][77][78]
- Karl F. Klein (1974-2001)[79]
- Albert D. Schroeder (1974-2006)[80]
- Daniel Sydlik (1974-2006)[81]
- Carey W. Barber (1977-2007)[82]
- John E. Barr (1977-2010)[83][84]
- Martin Pötzinger (1977-1988)[85]
- Guy Hollis Pierce (1999-2014)[6][86]

## 같이 보기
- 여호와의 증인 조직 구조